# Fotoconductividad

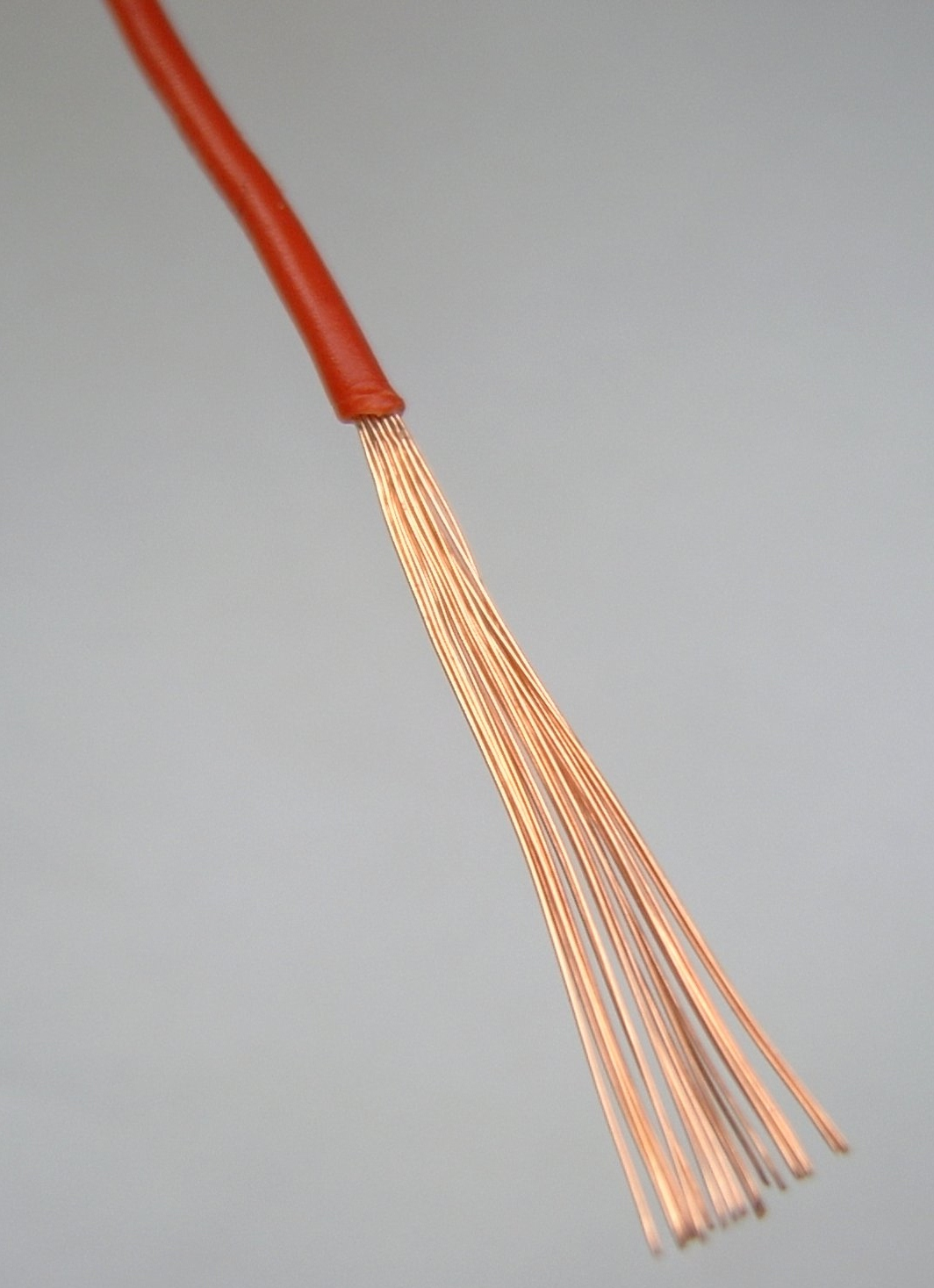
Conductor eléctrico clásico, el cable de cobre.

La fotoconductividad es un fenómeno óptico y eléctrico en el que un material se vuelve un mejor conductor eléctrico debido a la absorción de radiación electromagnética, pudiendo esta ser: 
- Luz infrarroja
- Luz ultravioleta
- Luz visible
- Radiación gamma

Fue observado por vez primera en 1873 en el selenio por el ingeniero inglés Willoughby Smith.

## Aplicaciones
Al conectar a un circuito un material fotoconductor, este pasa a funcionar como un resistor cuya resistencia depende de la intensidad de la luz. Así, el material pasa a llamarse fotorresistor.
La aplicación más común de los fotorresistores es como fotodetectores.